# 西安阎良机场
西安阎良机场是位于中国陕西省西安市阎良区的一座军用机场，目前作为中国西北地区的大型专业试飞场，主要从事定型试飞鉴定，亦是中国飞行试验研究院及其公務機公司中飛通航的基地。
西安阎良机场始建于1953年3月，1960年1月开始投入使用。目前归属中国飞行试验研究院，主要从事干线飞机和支线飞机的整机设计、制造、试飞鉴定。
围绕西安阎良机场形成了西安阎良国家航空高技术产业基地。中国多架重要的国产飞机于此航空基地组装下线或于西安阎良机场试飞。